# Förderkreis Deutsches Heer
Der Förderkreis Deutsches Heer (FKH) ist ein 1995 gegründeter eingetragener Verein und Lobbyverband der deutschen Rüstungsindustrie. Ihr derzeitiger Präsident ist Generalmajor a. D. Wolfgang Köpke. Vizepräsident für Politik ist der SPD-Politiker Joe Weingarten und Vizepräsident für Industrie ist der Leiter der Deutschlandsparte von Krauss-Maffei Ralf Ketzel. Der Förderkreis Deutsches Heer gibt seit 2019 in Zusammenarbeit mit Soldat und Technik den jährlichen Wehrtechnischen Report Soldat & Technik heraus.

## Präsidium
Das Präsidium setzt sich aus Vertretern aus Politik, Bundeswehr und Rüstungsindustrie zusammen und besteht aus mindestens 12 und höchstens 15 gewählten Mitgliedern.

## Kritik
Der damalige Verteidigungsstaatssekretär Klaus-Günther Biederbick brachte 2005 mit einem Schreiben den Förderkreis Heer in Schwierigkeiten. „Dem Verein gehören aktive und ehemalige Offiziere, Bundestagsabgeordnete und hochrangige Vertreter der deutschen Rüstungsindustrie an“, im Mitgliederverzeichnis fänden sich Firmenvertreter unter anderem von Rheinmetall, Krauss-Maffei Wegmann, EADS, Diehl und Renk.
2007 wurde Manfred Hirt, Vizepräsident des FKH bis zum 30. September 2015, wegen einer Schmiergeldaffäre um ein deutsch-französisches Panzergeschäft während seiner Tätigkeit bei Renk zu 18 Monaten Haft auf Bewährung und einer Geldstrafe von 100.000 Euro verurteilt.